# Srčni preddvor
Preddvor je v anatomiji srca del srca, v katerega se stekajo vene. Desni preddvor je srčna votlina, v katero se stekata zgornja in spodnja votla vena ter iz katere odteka kri v desni prekat, v levi preddvor pa se stekajo pljučne vene in iz njega odteka kri v levi prekat.

## Anatomija
Človeško srce je sestavljeno iz štirih srčnih votlin: desnega preddvora, levega preddvora, desnega prekata in levega prekata. Desni preddvor prejema deoksigenirano (s kisikom osiromašeno) kri iz zgornje votle vene, spodnje vorle vene in koronarnega sinusa. V levi preddvor pa priteka oksigenirana (s kisikom obogatena) kri iz pljučnih ven.. Pri vstopu v preddvor ni zaklopk, zato je venski pulz viden ali tipljiv nad zunanjo jugularno veno (tako imenovani jugularni venski pulz).. 
V delu preddvorov, imenovanem atrijska avrikula, se nahajajo pektinatne mišice. V desnem preddvoru je mišična zadebelitev, imenovana mejni greben oziroma terminalna krista, ki loči atrijsko avrikulo od preostalega dela – venoznega sinusa, v katerega se izlivata obe votli veni.. 
Na spodnjem delu pretina desnega preddvora se nahaja ovalno vbočenje, imenovano ovalna jamica oziroma ovalna fosa; na tem mestu se pri plodu nahaja ovalna odprtina, ki med razvojem ploda omogoča, da kri zaobide pljuča.